# Station Yves-Gomezée
Station Yves-Gomezée was oorspronkelijk een spoorweghalte langs spoorlijn 136 (Rossignol - Florennes) in Yves-Gomezée, een deelgemeente van de stad Walcourt. Tegenwoordig ligt de halte aan spoorlijn 132 (Charleroi- Mariembourg).

## Treindienst
| Serie       | Treinsoort               | Route                                                    | Bijzonderheden              |
| ----------- | ------------------------ | -------------------------------------------------------- | --------------------------- |
| S 64        | S-trein Charleroi (NMBS) | Charleroi-Centraal – Yves-Gomezée – Couvin               | Rijdt in het weekend 1×/2u. |
| P 7710/8710 | Piekuurtrein (NMBS)      | Couvin – Mariembourg – Yves-Gomezée – Charleroi-Centraal | Rijdt alleen op werkdagen.  |

## Galerij

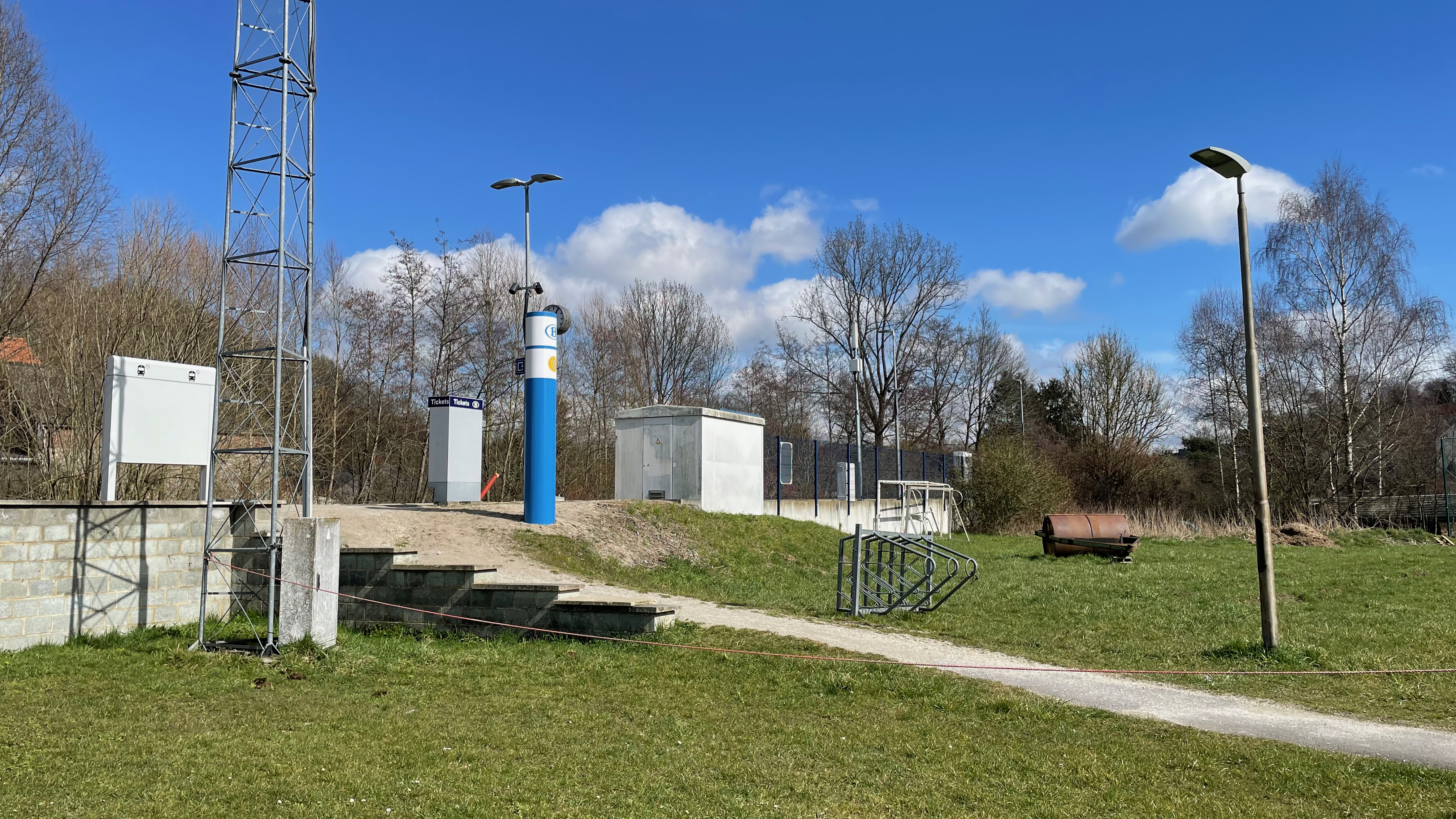
Toegang tot het station
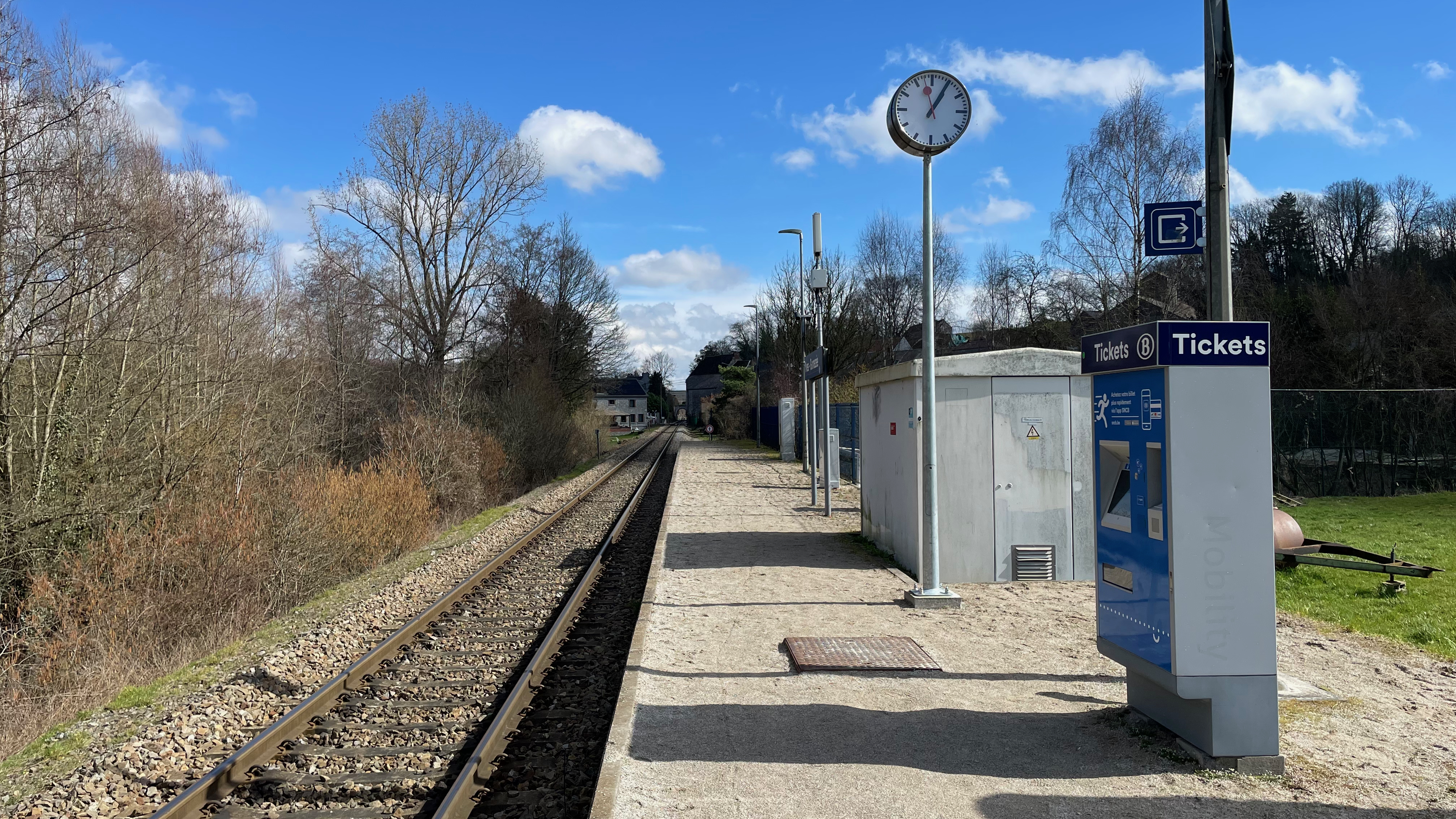
Zicht op het perron
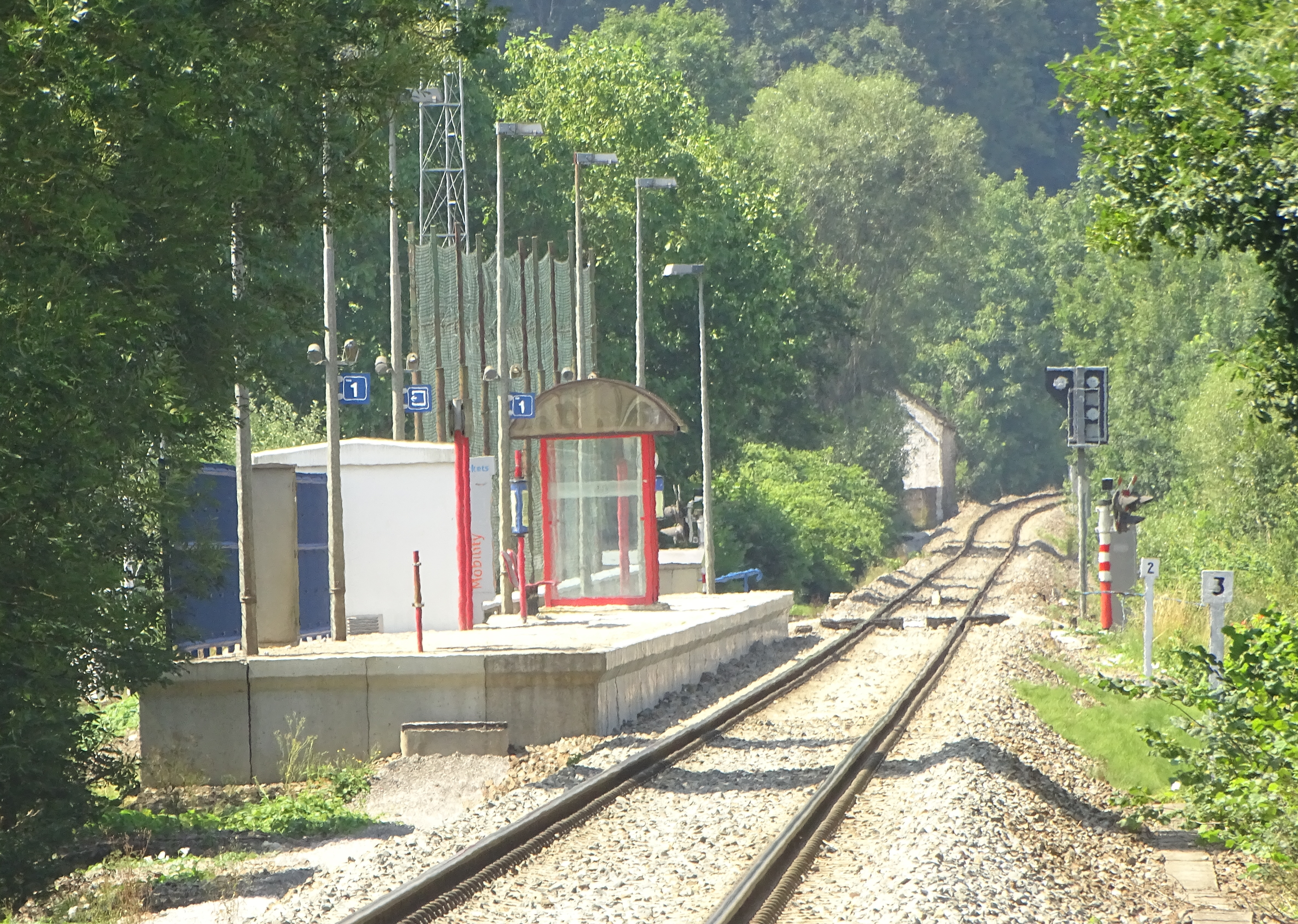
Het station in de verte

## Reizigerstellingen
De grafiek en tabel geven het gemiddeld aantal instappende reizigers weer op een week-, zater- en zondag.
| Tabel: aantal instappende reizigers station Yves-Gomezée | Tabel: aantal instappende reizigers station Yves-Gomezée | Tabel: aantal instappende reizigers station Yves-Gomezée | Tabel: aantal instappende reizigers station Yves-Gomezée |
|                                                          | Weekdag                                                  | Zaterdag                                                 | Zondag                                                   |
| -------------------------------------------------------- | -------------------------------------------------------- | -------------------------------------------------------- | -------------------------------------------------------- |
| 1977                                                     | 79                                                       | 23                                                       | 31                                                       |
| 1978                                                     | 60                                                       | 19                                                       | 27                                                       |
| 1979                                                     | 73                                                       | 42                                                       | 37                                                       |
| 1980                                                     | 69                                                       | 23                                                       | 35                                                       |
| 1981                                                     | 63                                                       | 24                                                       | 27                                                       |
| 1982                                                     | 87                                                       | 16                                                       | -                                                        |
| 1983                                                     | 87                                                       | 9                                                        | -                                                        |
| 1984                                                     | 96                                                       | 29                                                       | 17                                                       |
| 1985                                                     | 83                                                       | 23                                                       | 21                                                       |
| 1986                                                     | 102                                                      | 27                                                       | 33                                                       |
| 1987                                                     | 104                                                      | 19                                                       | 28                                                       |
| 1988                                                     | 99                                                       | 26                                                       | 27                                                       |
| 1989                                                     | 101                                                      | 27                                                       | 26                                                       |
| 1990                                                     | 63                                                       | 20                                                       | 24                                                       |
| 1991                                                     | 98                                                       | 26                                                       | 22                                                       |
| 1992                                                     | 94                                                       | 26                                                       | 22                                                       |
| 1993                                                     | 97                                                       | 17                                                       | 29                                                       |
| 1994                                                     | 117                                                      | 9                                                        | 24                                                       |
| 1995                                                     | 63                                                       | 15                                                       | 19                                                       |
| 1996                                                     | 65                                                       | 19                                                       | 26                                                       |
| 1997                                                     | 69                                                       | 19                                                       | 26                                                       |
| 1998                                                     | 69                                                       | 15                                                       | 34                                                       |
| 1999                                                     | 60                                                       | 16                                                       | 9                                                        |
| 2000                                                     | 66                                                       | 14                                                       | 14                                                       |
| 2001                                                     | 64                                                       | 14                                                       | 16                                                       |
| 2002                                                     | 55                                                       | 12                                                       | 14                                                       |
| 2003                                                     | 47                                                       | 14                                                       | 12                                                       |
| 2004                                                     | 43                                                       | 12                                                       | 12                                                       |
| 2005                                                     | 47                                                       | 19                                                       | 14                                                       |
| 2006                                                     | 57                                                       | 20                                                       | 11                                                       |
| 2007                                                     | 46                                                       | 16                                                       | 12                                                       |
| 2008                                                     | -                                                        | -                                                        | -                                                        |
| 2009                                                     | 67                                                       | 13                                                       | 22                                                       |
| 2010                                                     | -                                                        | -                                                        | -                                                        |
| 2011                                                     | -                                                        | -                                                        | -                                                        |
| 2012                                                     | 48                                                       | 12                                                       | 15                                                       |
| 2013                                                     | 72                                                       | 10                                                       | 23                                                       |
| 2014                                                     | 54                                                       | 6                                                        | 14                                                       |
| 2015                                                     | 32                                                       | 9                                                        | 10                                                       |
| 2016                                                     | 31                                                       | 18                                                       | 25                                                       |
| 2017                                                     | 23                                                       | 12                                                       | 17                                                       |
| 2018                                                     | 49                                                       | 17                                                       | 8                                                        |
| 2019                                                     | 48                                                       | 19                                                       | 16                                                       |
| 2020                                                     | 44                                                       | 6                                                        | 11                                                       |
| 2021                                                     | -                                                        | -                                                        | -                                                        |
| 2022                                                     | 45                                                       | 19                                                       | 25                                                       |
| 2023                                                     | 48                                                       | 10                                                       | 23                                                       |
| 2024                                                     | 38                                                       | 10                                                       | 18                                                       |

0,0: La Sambre ·
1,0: Mont-sur-Marchienne ·
2,8: Montigny ·
4,8: Bomerée ·
6,0: Jamioulx ·
9,4: Beignée ·
10,9: Ham-sur-Heure ·
13,3: Cour-sur-Heure ·
15,0: Berzée ·
18,1: Pry ·
18,8: Walcourt ·
Vogenée ·
Rossignol ·
26,6: Yves-Gomezée ·
Saint-Lambert ·
Jamagne ·
21,1: Gerlimpont ·
23,9: Silenrieux ·
28,5: Falemprise ·
31,0: Cerfontaine ·
32,9: Philippeville ·
Neuville-Noord ·
34,0: Senzeille ·
38,1: Neuville-Zuid ·
41,0: Roly ·
45,4/45,1: Mariembourg ·
47,9: Nismes ·
51,5: Olloy-sur-Viroin ·
54,1: Vierves ·
57,5: Treignes
0,0: Walcourt ·
2,6: Vogenée ·
3,8: Rossignol ·
5,8: Yves-Gomezée ·
6,9: Saint-Lambert ·
9,3: Hemptinne ·
11,6: Saint-Aubin ·
Florennes-Zuid ·
14,5: Florennes-Centraal